# 구스만 키르기스바예프
구스만 다니야로비치 키르기스바예프(카자흐어: Ғұсман Даниярұлы Қырғызбаев 구스만 다니야룰르 크르그즈바예프, 러시아어: Гусма́н Дания́рович Кыргызба́ев, 1992년 9월 28일~)는 카자흐스탄의 유도 선수이다. 2024년 하계 올림픽 하프라이트급에서 동메달을 획득했으며 세계 유도 선수권 대회에서 은메달 1개를 획득했다.

## 개인사
쌍둥이 형제인 구마르도 유도 선수이다.

## 수상

### 수훈
- 파라사트 훈장(2024년 8월 14일)